# Cavernularia capitata
Cavernularia capitata är en korallart som beskrevs av Williams 1989. Cavernularia capitata ingår i släktet Cavernularia och familjen Veretillidae. Inga underarter finns listade i Catalogue of Life.